# Pilosocereus glaucochrous
Pilosocereus glaucochrous är en kaktusväxtart som först beskrevs av Erich Werdermann, och fick sitt nu gällande namn av Byles och Gordon Douglas Rowley. Pilosocereus glaucochrous ingår i släktet Pilosocereus och familjen kaktusväxter. Inga underarter finns listade i Catalogue of Life.